# Playa de Astondo
La playa de Astondo, es una playa del Cantábrico situada en el municipio de Górliz, en Vizcaya, País Vasco. Recibe su nombre por el monte aledaño.
Junto con la playa de Gorliz y la playa de Plencia forman la  bahía de Plencia.
Su superficie es la siguiente: 
- Bajamar: 98.301 m²[2][3]
- Pleamar: 78.141 m²[2][3]

## Descripción
Tiene un gran arenal, formado a resguardo del monte Astondo. En un espigón se erige el monumento al Doctor Enrique Areilza Arregui, quien eligió el lugar para instalar el Hospital de Górliz en 1919. 